# Lijst van spoorwegstations in Limburg (Nederland)
Dit is een lijst van spoorwegstations in de provincie Limburg.

## Huidige stations
- Beek-Elsloo
- Blerick
- Bunde
- Chevremont
- Echt
- Eijsden
- Eygelshoven
  - Markt
- Geleen
  - -Lutterade
  - Oost
- Heerlen
  - Woonboulevard
- Hoensbroek
- Horst-Sevenum
- Houthem-Sint Gerlach
- Kerkrade Centrum
- Klimmen-Ransdaal
- Landgraaf

- Maastricht
  - Noord
  - Randwyck
- Meerssen
- Mook-Molenhoek
- Nuth
- Reuver
- Roermond
- Schin op Geul
- Schinnen
- Sittard
- Spaubeek
- Susteren
- Swalmen
- Tegelen
- Valkenburg
- Venlo
- Venray
- Voerendaal
- Weert